# Capella de Música de Montserrat
La Capella de Música de Montserrat és un cor professional lligat a l'Escolania de Montserrat. Fundat el 1997 està format gairebé exclusivament per Antics Escolans de Montserrat. És l'hereva de la Capella que, formada per monjos, feia la mateixa funció.
Acompanyen amb les veus d'home —baixos i tenors— els cants de l'Escolania. Són un nombre variable de components que acostumen a cantar en formació de 8 o 12 cantaires.
Participen habitualment en la missa conventual de Montserrat cada primer diumenge de mes i també en altres celebracions litúrgiques importants. Així com en concerts i enregistraments quan les peces a interpretar ho fan necessari.
A més de cantar amb l'Escolania, la Capella de Música també actua en solitari amb un repertori de música sacra.
L'actual director és Llorenç Castelló Garriga.